# Доронькин, Владислав Евгеньевич
Доронькин Владислав Евгеньевич (род. 24 июля 1969, Киев) — украинский художник.

## Образование
Киевский Национальный Университет Строительства и Архитектуры.
Архитектурный факультет. Отделение «Изобразительное искусство».

## Выставки
Персональные выставки:
- 2003 г. галерея «Акварель» г. Киев
- 2005 г. галерея «Грифон» г. Киев
- 2006 г. галерея «Грифон» г. Киев
- 2007 г. галерея «Грифон» г. Киев
- 2008 г. галерея «Грифон» г. Киев
- 2009 г. галерея «Грифон» г. Киев